# Glicosilfosfatidilinositolo
Il glicosilfosfatidilinositolo (siglato come "GPI"  ) è un glicolipide che può attaccarsi all'estremità C-terminale di una proteina durante le modifiche post-traduzionali. È composto da un gruppo di fosfatidilinositolo legato attraverso un segmento di carboidrati all'estremità C-terminale di una proteina matura. I due acidi grassi all'interno del gruppo idrofobico ancorano la proteina alla membrana plasmatica; dal momento che ancorano una proteina alla membrana plasmatica si usa spesso l'espressione "ancora GPI" . Le proteine legate tramite ancora GPI contengono una sequenza segnale che le dirige al reticolo endoplasmatico.
Il glicosilfosfatidlinositolo è utilizzato dalla cellula per ancorare una determinata proteina alla faccia esterna della membrana cellulare, in contatto quindi con l'ambiente acquoso extracellulare. Per questo è un lipide anfipatico costituito da una componente idrofoba, il fosfatidilinositolo che prende contatto con la membrana plasmatica, e una componente idrofila, costituita da un oligosaccaride, che fa da ponte tra il lipide stesso e l'estremità carbossi-terminale della proteina da ancorare. È inoltre presente, talvolta, un acido grasso addizionale che si lega all'inositolo e si inserisce a fondo nella membrana per aumentare ulteriormente l'ancoraggio.
L'ancora non è legata in modo fisso ad un determinato punto e, quando questa viene coinvolta in un movimento dei lipidi di membrana, trascina la proteina con sé.